# Harry Fujiwara
Harry Fujiwara (Honolulu, 4 mei 1934 of 1935 - Dandridge, 28 augustus 2016), beter bekend als Mr. Fuji, was een Amerikaans professioneel worstelaar en manager van Japanse origine, die bekend was in de World Wrestling Federation / World Wrestling Entertainment (WWF/WWE).

## In worstelen
- Finishers en signature moves
  - Cobra Hold (Cobra clutch with bodyscissors)
  - Kamikaze Clothesline (Running lariat)

- Managers
  - Freddie Blassie
  - Lou Albano
  - The Grand Wizard

- Worstelaars managed
  - George "The Animal" Steele
  - Magnificent Muraco
  - Killer Khan
  - Jim Neidhart
  - Sika
  - Kamala
  - Demolition
  - Super Ninja
  - Powers of Pain
  - The Berzerker
  - Jeff Jarrett
  - The Orient Express
  - Crush
  - Yokozuna
  - Owen Hart
  - "Cowboy" Bob Orton
  - Moondog Spot

## Erelijst
- Continental Wrestling Association
  - AWA Southern Tag Team Championship (1 keer met Toru Tanaka)

- Georgia Championship Wrestling
  - NWA Georgia Tag Team Championship (1 keer met Toru Tanaka)
  - NWA Southeastern Tag Team Championship (1 keer met Chati Yakouchi)

- Maple Leaf Wrestling
  - NWA Canadian Heavyweight Championship (1 keer)

- Mid-Atlantic Championship Wrestling
  - NWA Mid-Atlantic Tag Team Championship (1 keer met Genichiro Tenryu)

- NWA Mid-Pacific Promotions
  - NWA Hawaii Tag Team Championship (2 keer; 1x met Curtis Iaukea en 1x met Karl Von Steiger)

- NWA San Francisco
  - NWA United States Heavyweight Championship (San Francisco versie) (1 keer)

- Pacific Northwest Wrestling
  - NWA Pacific Northwest Heavyweight Championship (1 keer)
  - NWA Pacific Northwest Tag Team Championship (4 keer; 3x met Haru Sasaki en 1x met Tony Borne)

- Southeastern Championship Wrestling
  - NWA Southeastern Tag Team Championship (1 keer met Toru Tanaka)

- World Championship Wrestling (Australië)
  - IWA World Tag Team Championship (1 keer met Tiger Jeet Singh)

- World Wrestling Council
  - WWC North American Heavyweight Championship (1 keer)
  - WWC North American Tag Team Championship (1 keer met Pierre Martel)

- World Wrestling Federation / World Wrestling Entertainment
  - WWF World Tag Team Championship (5 keer; 3x met Toru Tanaka en 2x met Mr. Saito)
  - WWE Hall of Fame (Class of 2007)